# Ballistic: Ecks vs. Sever
Ballistic: Ecks vs. Sever es una película de acción realizada en el año 2002, protagonizada por Antonio Banderas y Lucy Liu. Liu y Banderas son agentes secretos enemigos que hacen equipo durante la película. Fue tanto un Fracaso en crítica como un fracaso de taquilla, recuperando poco más de 19,9 millones dólares de su presupuesto de 70 millones dólares.

## Sinopsis
Robert Gant (Gregg Henry), es el director de la Agencia de Inteligencia de la Defensa (DIA). Su hijo pequeño, Michael, viaja en avión desde Berlín para reunirse con su madre, pero de forma inesperada es recogido por una escolta fuertemente armada de la DIA que se lo lleva. En el camino son emboscados por una mujer encapuchada, Sever (Lucy Liu), que secuestra al niño. Es entonces cuando al exagente del FBI Jeremías Ecks (Antonio Banderas) es convocado por su antiguo jefe con el fin de investigar el caso. Él descubre que el secuestrador debe ser una de las chinas adoptadas por la DIA, las cuales eran entrenadas como agentes. También descubre que Gant ha robado un peligroso nanobot asesino, el cual opera en el aparato circulatorio humano. Gant había colocado a los nanobots en el cuerpo de su hijo con el fin de pasarlos de contrabando a América del Norte.
Robert Gant está casado con Vinn (Talisa Soto), quien estuvo casada previamente con Ecks. Gant logra separar a Vinn y a Ecks fingiendo la muerte de uno frente al otro (mediante un accidente automovilístico con explosión); Vinn fue declarado oficialmente muerta, realizándose un funeral con el ataúd cerrado, al cual naturalmente asistiría su supuestamente viudo Ecks. Por otro lado, Gant había matado al marido y el hijo de Sever (Lucy Liu), razón por la que ella secuestraría a su hijo. Resulta que no es Gant, sino Ecks quien es el verdadero padre del niño.
La batalla final tiene lugar cerca de una antigua estación de ferrocarril. Ross (Ray Park) y Gant se enfrentan a Ecks y a Sever. Gant trata de negociar con Sever, pero es claro que ya es demasiado tarde. Ecks y Sever logran vencer a los equipos de SWAT y un enjambre de agentes tras una dura batalla. Sever así se verá cara a cara con Ross, para una batalla a mano limpia. Ella finalmente gana la pelea y mata a Gant también. Al llegar la policía local y los agentes del FBI no hallan pruebas de que Sever haya estado allí. Ecks se reúne finalmente con su familia.

## Reparto
- Antonio Banderas como el agente del F.B.I. Jeremiah Ecks
- Lucy Liu como la agente Sever.
- Gregg Henry como el director de la DIA Robert Gant / Agente Clark.
- Ray Park como A.J. Ross
- Talisa Soto como Rayne Gant / Vinn Ecks.
- Miguel Sandoval como Julio Martin.
- Terry Chen como el agente Harry Lee.
- Roger R. Cross como Zane.
- Aidan Drummond como Michael Gant.
- Eric Breker como Agent Curtis.
- Tony Alcantar como Edgar Moore.

## Videojuegos
Un videojuego de disparos en primera persona fue lanzado para la Game Boy Advance, Ecks vs Sever, se basó en una versión muy temprana del guion de la película y, según la historia, es diferente a la reescritura final. Fue lanzado en 2001, antes de la película. Un segundo juego fue creado después del estreno, Ballistic: Ecks vs. Sever, que sigue la trama de la película; es considerado como la secuela del primer juego.